# New Bedford, Massachusetts
New Bedford este un oraș din comitatul Bristol, statul Massachusetts, Statele Unite. Conform datelor culese de USCB în recensământul din 2010, localitatea avea 95.072 locuitori , cea de-a șasea cea mai populată localitate din Massachusetts. New Bedford este supranumit "The Whaling City" (traducere aproximativă Orașul vânătorii balenelor), întrucât de-a lungul secolului al 19-lea, portul New Bedfors fusese unul dintre cele mai importante porturi ale industriei de prelucrare a balenelor ucise oriunde în lume împreună cu localitățile Nantucket, statul Massachusetts și New London, Connecticut.